# غريغ إيرس
غريغ إيرس (Greg Ayres) (اسمه الكامل غريغوري سكوت إيرس (Gregory Scott Ayres)) هو ممثل أمريكي ولد في 7 ديسمبر 1968 في ريتشموند، فيرجينيا.

## أدواره في الأنمي

### مسلسلات أنمي تلفزيونية
- ساموراي 7 - هيهاتشي
- نادي مضيفي ثانوية أوران - كاورو هيتاتشين
- إكس إكس إكس هوليك - الفتى الذي ظهر في الحلقة الأخيرة
- أوكيكو فوريكابوتيه - تاكايا أبيه
- فل ميتال بانيك! - شينجي كازاما
- فل ميتال بانيك؟ فُموفّو - شينجي كازاما
- فل ميتال بانيك! The Second Raid - شينجي كازاما
- دي إن إنجل - ساتوشي هيواتاري
- كرونو كروسيد - كرونو
- تسوباسا كرونيكل - ماسايوشي
- جيغوكو شوجو - جيل دو لونفيل
- ون بيس - كاباجي، فرانكي (أيام الطفولة)
- خيميائي الفولاذ - بيدو
- خيميائي الفولاذ FULLMETAL ALCHEMIST - بيدو
- سكول رمبل:الفصل الدراسي الثاني - كازُيا تاناكا
- حكايات أشباح المدرسة - ليو كاكينوكي
- سوزوكا - أريما إيمرسون
- بلاك كات - شيكي
- موشيشي - كاجي
- نيريما دايكون براذرز - هيديكي
- بيسميكر كوروغاني - ناغاكورا شينباتشي
- سولتي راي - ويل
- ناباري نو أو - غاو ميغورو
- ترينيتي بلاد - أليساندرو الثامن والعشرين
- غانتز - هاجيمي موروتو
- هيرويك إيج - ميهيتاكا بور
- سايوكي - سون غوكو
- أسطول الزجاج - نوي
- المعلم الساحر نيغيما! - نيغي سبرينغفيلد
- نيغيما!؟ - نيغي سبرينغفيلد
- سبيد غرافر - تسوجيدو
- إير جير - أونيغيري
- أهلا بك إلى NHK - كاورو يامازاكي
- إينيشال دي Fourth Stage - كينتا ناكامورا
- باكوريتسو تنشي - كيوهيه تاتشيبانا
- Super GALS! - يويا أسو
- دراغون بول كاي - غولدو
- سنغوكو باسارا - أوئي-سوغي كن-شين
- أويدو روكيت - تامايا سيكيتشي
- شيكاباني هيمي: أكا - القطة السوداء
- كاشرن سينز - مارغو
- إل كازادور - سانتشيز (أيام الشباب)
- هايسكول اوف ذا ديد - ماروياما
- غيلتي كراون - كينجي كيدو
- آخر (رواية) - كويتشي ساكاكيبارا
- فايري تايل - شو
- شاكوغان نو شانا II - كيساكو ساتو
- شاكوغان نو شانا III(Final) - كيساكو ساتو
- Angel Beats! - أياتو ناوي
- دانس إن ذا فامباير باند - هيكوساكا
- لاست إكسايل: فام ذات الأجنحة الفضية - ديو إيراكلير
- فري!-Eternal Summer- - ناغيسا هازوكي

### أوفا أنمي
- المعلم الساحر نيغيما! الربيع - نيغي سبرينغفيلد
- المعلم الساحر نيغيما! الصيف - نيغي سبرينغفيلد

### أفلام أنمي
- إيفانجيليون: 1.0 أنت (غير) وحيد - كنسكي أيدا
- إيفانجيليون: 2.0 أنت (لا) تستطيع التقدم - كنسكي أيدا
- شاكوغان نو شانا - هاياتو إيكي

## وصلات خارجية
- غريغ إيرس على موقع IMDb (الإنجليزية)
- غريغ إيرس على موقع قاعدة بيانات الفيلم (الإنجليزية)
- غريغ إيرس على موقع ANN person (الإنجليزية)